# Adolf Ehrt
Adolf Ehrt (geboren 31. August 1902 in Saratow, Russisches Kaiserreich; gestorben 28. Juni 1975 in München) war ein deutscher Soziologe.

## Leben
Adolf Ehrt war der Sohn von Oscar Ehrt (1876–1943), deutscher Konsul in Saratow, in der Ukrainischen Sozialistischen Sowjetrepublik, Vizekonsul in Charkow. Sein Großvater Robert Oskar Balthasar Ehrt (1851–1905) war Gründer eines Handelshauses in Saratow. 1914 wurde das Familienunternehmen vom russischen Kaiserreich als Feindvermögen konfisziert und liquidiert, worauf die Familie Ehrt 1915 nach Berlin aussiedelte.
Adolf Ehrt studierte von 1922 bis 1927 Wirtschaftswissenschaft, Staatswissenschaften und Sozialwissenschaft an der Universität Berlin und an der Johann Wolfgang Goethe-Universität Frankfurt am Main sowie den Studiengang Diplom-Kaufmann an der Handelshochschule Berlin. Am 28. November 1931 wurde er zum Doktor disc. pol. an der Handelshochschule Berlin mit einer Arbeit über Das Mennonitentum in Russland von seiner Einwanderung bis zur Gegenwart unter Doktorvater Anton Palme promoviert.
Von 1931 bis 1933 leitete er die Abwehrstelle der Deutschen Evangelischen Kirche gegen die marxistisch-bolschewistische Gottlosenbewegung im Evangelischen Pressverband für Deutschland. Adolf Ehrt und Julius Schweikert führten in der 1932 erschienenen Schrift Entfesselung der Unterwelt die Hufeisentheorie als Teil der Propaganda gegen den sogenannten Kulturbolschewismus in den politischen Diskurs ein.
Ehrt trat zum 1. März 1932 in die NSDAP ein (Mitgliedsnummer 952.069), auf Einwände von Seiten des Evangelischen Pressverbands behauptete er bis 1935 einen Austritt aus der NSDAP, zahlte aber als Karsten, ähnlich dem Geburtsnamen seiner Frau, Margarete Carstens, weiterhin Parteibeiträge. Ehrt war Verfasser und Mitverfasser zahlreicher antikommunistischer Bücher und Broschüren, wurde am 7. September 1933 Vorsitzender des von Eberhard Taubert geleiteten Gesamtverband Deutscher antikommunistischer Vereinigungen, gründete am 16. November 1933 den Verein zur Pflege des Russischen Wissenschaftlichen Instituts in Berlin, e. V., wurde im April 1936 Redaktionsleiter der Zeitschrift Das Volk: Kampfblatt für völkische Kultur und Politik, einem Organ der völkischen Bewegung.
Im Zweiten Weltkrieg wurde er beim Wirtschaftsstab Ost des Oberkommandos der Wehrmacht beschäftigt. Dieses Gremium wurde nach dem 8. Mai 1945 als Auswertungsstelle für ostwirtschaftliche Fragen, die von Adolf Ehrt geleitet wurde, vom Secret Intelligence Service weiter zum Thema Wirtschaft der Sowjetunion beschäftigt. Ehrt behauptete, im Januar 1953 von Ministerialdirektor Gottfried Schapper ein Exposé über die Funküberwachung der Sowjetunion zugesagt bekommen zu haben und fragte beim Sachbearbeiter der Hamburger Filiale der Bundesauskunftsstelle für den Außenhandel, Walter Peipe, ob weitere frühere Kollegen des Forschungsamtes sich in die Dienste von Elisabeth II. stellen wollten.
Im Rahmen der Neuverhandlung des Deutschlandvertrags 1955 wurde der Wirtschaftsstab Ost des OKW in den Bundesnachrichtendienst eingegliedert, wo Ehrt bis zur Pensionierung weiterbeschäftigt wurde.